# Гарбатт, Джордж
Джордж Фре́дерик Га́рбатт (англ. George Frederick "Tic" Garbutt; 18 июня 1903, Виннипег — 21 сентября 1967, там же) — канадский хоккеист, чемпион зимних Олимпийских игр 1932 года; чемпион мира 1931 и 1932 годов в составе сборной Канады.

## Биография
Учился в университете Манитобы, играл за его хоккейный клуб до окончания вуза. Выступал также в составе команды аспирантов вуза, с ней выиграл чемпионат мира в 1931 году и стал первым канадским хоккеистом, который выступал на Олимпиаде уже с опытом игр на чемпионате мира. На Олимпиаду попал как игрок «Виннипег Виннипегс» и обладатель Кубка Аллана. Сыграл всего одну игру, заброшенными шайбами не отличился.
Включён в Спортивный зал славы Манитобы в 2004 году посмертно как член команды, победившей в 1931 году на Кубке Аллана. Похоронен на кладбище Бруксайд в Виннипеге.